# سابرینا کارپنتر
سابرینا انلین کارپنتر (انگلیسی: Sabrina Annlynn Carpenter؛ زادهٔ ۱۱ مهٔ ۱۹۹۹) خواننده، ترانه‌نویس و بازیگر آمریکایی است. او نخستین نقش بازیگری خود را در سال ۲۰۱۱ با حضور در مجموعهٔ درام جنایی نظم و قانون: واحد قربانیان ویژه ایفا کرد و نقشی تکرارکننده در مجموعهٔ کمدی بازی‌های گودوین (۲۰۱۳) داشت. او به‌عنوان یکی از شخصیت‌های شبکه دیزنی شناخته شد و نقش‌های اصلی مجموعه کمدی دختر با جهان ملاقات می‌کند (۲۰۱۴–۲۰۱۷) و فیلم کمدی ماجراجویی ماجراجویی در بچه‌داری (۲۰۱۶) را بازی کرد. او غیر از دیزنی در فیلم‌هایی مانند شاخ‌ها (۲۰۱۳)، نفرتی که تو می‌کاری (۲۰۱۸) و دختر قدبلند (۲۰۱۹) به ایفای نقش پرداخت.
کارپنتر که در نظر داشت به کار موسیقی ورود کند، در سال ۲۰۱۴ با هالیوود رکوردز قرارداد بست و نخستین تک‌آهنگ خود به نام «نمی‌تونی دختری رو به خاطر تلاشش سرزنش کنی» را منتشر کرد و به دنبال آن یک ئی‌پی به همین نام منتشر شد. او در دههٔ ۲۰۱۰ آلبوم‌های استودیویی چشم‌ها کاملاً باز (۲۰۱۵)، تکامل (۲۰۱۶)، منحصربه‌فرد: پردهٔ یکم (۲۰۱۸) و منحصربه‌فرد: پردهٔ دوم (۲۰۱۹) را منتشر کرد. سه تک‌آهنگ او — «تقریباً عشق»، «از من شکایت کن» و «بیگانه» —در صدر جدول ترانه‌های باشگاه رقص ایالات متحده قرار گرفتند.
کارپنتر در سال ۲۰۲۱ به آیلند رکوردز پیوست و تک‌آهنگ «پوست» را منتشر کرد؛ این نخستین ترانه او بود که وارد جدول بیلبورد هات ۱۰۰ ایالات متحده شد. پنجمین آلبوم استودیویی او، ایمیل‌هایی که نمی‌توانم بفرستم (۲۰۲۲) به رتبهٔ بیست و سوم جدول بیلبورد ۲۰۰ رسید. او در سال ۲۰۲۴ اجراهای افتتاحیهٔ تور دوره‌های تیلور سوئیفت را به عهده داشت و آوازهٔ خود را افزایش داد. ششمین آلبوم استودیویی او، مختصر و مفید (۲۰۲۴)، به صدر جدول بیلبورد ۲۰۰ رسید و دو جایزه گرمی برنده شد.

## آغاز زندگی
سابرینا انلین کارپنتر در ۱۱ مهٔ ۱۹۹۹، در کویکرتاون، پنسیلوانیا، از دیوید و الیزابت کارپنتر به دنیا آمد و در گرین‌ویل شرقی بزرگ شد. او خواهرزادهٔ بازیگر نانسی کارترایت است. او سه خواهر بزرگتر دارد و در منزل تحصیل کرده است. او حوالی ۱۰ سالگی، ویدیوهایی در یوتیوب فرستاد که در آن ترانه‌های کریستینا آگیلرا و ادل را اجرا می‌کرد. پدرش یک استودیوی ضبط موسیقی برای او ساخت تا اشتیاقش به موسیقی را بیشتر کند. در سال ۲۰۰۹، او در یک مسابقهٔ خوانندگی با نام پروژه مایلی سایرس بعدی، که به‌وسیلهٔ مایلی سایرس مدیریت می‌شد، سوم شد.

## هنر

### سبک‌های موسیقی
کارپنتر در آغاز کارش خواننده‌ای تین پاپ توصیف می‌شد. سپس‌تر در کارش، او به موسیقی پاپ روی آورد و بری پیرس، نویسندهٔ مجلهٔ آی. دی، اشاره کرد که پس از پخش آلبوم ایمیل‌هایی که نمی‌توانم بفرستم، او «حقیقتاً می‌تواند ادعای عنوان پاپ‌استار تمار عیار» را داشته باشد. کارپنتر بر این باور بود که عبور او از ستارهٔ دیزنی سخت بود، به‌طوری که بری پیرس خاطرنشان کرد که او از آن زمان بر کارهایش آزادی عمل بیشتری داشته است. کارپنتر در مصاحبه ای با وگ اشاره کرد که «موسیقی پیشین او جنبه‌ای از خودش را نشان می‌دهد که در آن زمان احساس نمی‌کرد اصیل باشد». صحنه‌گردانی او نیز مورد ستایش چلسی سارابیا، نویسنده وگ، قرار گرفته است و خاطرنشان می‌کند که کارپنتر «به عنوان هنرمند و اجراکننده، طیف کامل بیان انسانی را به گونه‌ای به کار می‌گیرد که گویی ابزاری متعلق به خودش است».
آلبوم‌های کارپنتر دربرگیرندهٔ عناصر فولک پاپ، آکوستیک، کانتری، الکتروپاپ و هاوس است. آلبوم‌های پس از منحصربه‌فرد: پردهٔ یکم بیشتر به سبک‌هایی مانند دنس پاپ، ترپ، هیپ هاپ و آراندبی پرداخته‌اند. در خصوص صدای او، کارپنتر بیان کرد که موسیقی او «عناصر همه‌چیز» را داراست. الکس هاپر در آمریکن سانگرایتر یادآور شد که داستان‌پردازی درون‌مایه ترانه‌های کارپنتر است. گونهٔ صدای کارپنتر سوپرانو توصیف شده است.

### عوامل تأثیرگذار
کارپنتر از آراَندبی به‌عنوان ژانری تأثیرگذار بر کارهایش نام برد. او گفت که کریستینا آگیلرا و ریانا بزرگ‌ترین افراد تأثیرگذار بر او هستند. کارپنتر بیان کرده که ترانهٔ سال ۲۰۰۲ «زیبا» از آگیلرا به او کمک کرد تا خود را «به معرض نمایش بگذارد و صدای خودش را ایجاد کند» و آواز آگیلرا را الهام‌بخش می‌داند. او همچنین از آریتا فرانکلین، ویتنی هیوستون و اتا جیمز به‌عنوان منابع تأثیر اولیه در موسیقی نام برد و از تأثیر سبک ترانه‌سرایی تیلور سوئیفت و لرد بر خود یاد کرده است. او می‌گوید اجراهای زنده و وجدان کاری سوئیفت برای او الهام‌بخش بوده است.

## زندگی شخصی
کارپنتر در سال‌های ۲۰۱۴ تا ۲۰۱۵ با بازیگر بردلی استیو پری در رابطه بود که پری بعدها او را «اولین عشقش» توصیف کرد. از سال ۲۰۲۰ تا ۲۰۲۳، او با بازیگران گریفین گلاک و جاشوا باست و خواننده شان مندز در رابطهٔ عاشقانه بود.
کارپنتر در دسامبر ۲۰۲۳ وارد رابطه با بازیگر ایرلندی بری کیوگن شد. آن‌ها در مه ۲۰۲۴ به خانه‌ای ۴٫۴ میلیون دلاری در منطقه هالیوود هیلز لس آنجلس نقل مکان کردند. در دسامبر ۲۰۲۴ گزارش شد که این زوج از هم جدا شده‌اند.

## ترانه‌شناسی
- چشم‌ها کاملاً باز (۲۰۱۵)
- تکامل (۲۰۱۶)
- منحصربه‌فرد: پردهٔ یکم (۲۰۱۸)
- منحصربه‌فرد: پردهٔ دوم (۲۰۱۹)
- ایمیل‌هایی که نمی‌توانم بفرستم (۲۰۲۲)
- مختصر و مفید (۲۰۲۴)
- بهترین دوست انسان (۲۰۲۵)

## تورها
اجرای اصلی
- تور تکامل (۲۰۱۶–۲۰۱۷)[۳۹]
- د د-تور (۲۰۱۷)[۴۰]
- تور منحصربه‌فرد (۲۰۱۹)[۴۱]
- تور ایمیل‌هایی که نمی‌توانم بفرستم (۲۰۲۲–۲۰۲۳)[۴۲]
- تور مختصر و مفید (۲۰۲۴–۲۰۲۵)[۴۳]

اجرای افتتاحیه
- آریانا گرانده – تور زن خطرناک (۲۰۱۷)[۴۴]
- ومپس – تور نیمه‌شب (۲۰۱۷)[۴۵]
- تیلور سوئیفت – تور دوره‌ها (۲۰۲۳–۲۰۲۴)[۴۶]